# Diachasma oborax
Diachasma oborax är en stekelart som beskrevs av Fischer 1988. Diachasma oborax ingår i släktet Diachasma och familjen bracksteklar. Inga underarter finns listade i Catalogue of Life.